# Upleward
Upleward is een plaats in de Duitse gemeente Krummhörn, deelstaat Nedersaksen. Deze Oost-Friese plaats ligt circa 10 kilometer noordwestelijk van Emden en telt 395 inwoners (2012).
Het dorp ligt aan de Landstraße 2, tussen Hamswehrum en Campen. Het is minstens 1300 jaar oud. De dorpskern bestaat uit traditionele eengezinswoningen, gebouwd rond de gotische kerk uit de 14e eeuw.
Het landschap rond Upleward wordt bepaald door landbouw, die evenwel niet meer van grote economische betekenis is. Het toerisme komt op, maar het grootste deel van de bevolking is werkzaam in de auto-industrie.

## Geboren
- Johannes Bogerman (1576-1637), Nederlands theoloog, predikant en Bijbelvertaler

Campen · Canum · Eilsum · Freepsum · Greetsiel · Grimersum · Groothusen · Hamswehrum · Jennelt · Loquard · Manslagt · Pewsum · Pilsum · Rysum · Upleward · Uttum · Visquard · Woltzeten · Woquard

Nedersaksen: Steden en gemeenten      Duitsland: Deelstaten · Gemeenten